# Komisja Cambona
Komisja Cambona – komisja do spraw polskich powołana przez Radę Najwyższą Konferencji Paryskiej 12 lutego 1919 roku pod przewodnictwem byłego ambasadora Francji w Niemczech Jules’a Cambona. W jej skład wchodzili przedstawiciele poszczególnych państw zwycięskich. Najważniejszym zadaniem Komisji było uregulowanie kwestii granic zachodnich i wschodnich Polski. 
Projekt Komisji z 12 marca 1919 przyznawał Polsce: Wielkopolskę, Górny Śląsk, Pomorze Gdańskie (bez Gdańska) oraz część Warmii i Mazur. Jednakże ze względu na sprzeciw delegacji niemieckiej oraz stanowisko delegacji brytyjskiej projekt poprawiono z niekorzyścią dla Polski. Decyzje w tej kwestii miały miejsce w dniach 7 maja – 16 czerwca. Ostatecznie przyznano Polsce prawie całą Wielkopolskę i część Pomorza bez Gdańska. Granicę państwa polskiego przesunięto znad Prosny po miasto Zbąszyń. Dzięki ustaleniom Polska uzyskała wąski dostęp do morza. Gdańsk wraz z jego okolicą oderwano od Rzeszy, który jednak nie został włączony do Polski, ale przekształcony w Wolne Miasto kontrolowane przez Ligę Narodów. O przynależności Górnego Śląska, Warmii i Mazur miał zadecydować plebiscyt. W kwestii wschodniej granicy Polski Komisja Cambona w raporcie z kwietnia 1919 roku zaleciła wytyczenie jej według zasady etnicznej, czyli generalnie wzdłuż linii Curzona.